# سد بهوان
سد  بهوان هو سد ترابي في المملكة العربية السعودية افتتح في عام 2010 م (1431هـ) ويقع في محافظة أبها التابعة لمنطقة عسير الغرض الرئيسي من السد هو استعاضة الآبار الجوفية في المنطقة.

## الخصائص
أنشئ سد بهوان سنة 1431 هــ من أجل استعاضة مياه الآبار الجوفية وتوفير مياه الشرب لسكان المنطقة والاستفادة من موارد المياه في المستجمع المائي، حاجزه من النوع الترابي، يبلغ طول السد 507 مترًا وارتفاعه يبلغ 11 مترًا وبسعة تخزينية تفوق 1782000 متر مكعب.

## المشروع
وقع وزير المياه والكهرباء المهندس عبد الله بن عبد الرحمن الحصين في 8 يوليو 2008 عقد إنشاء سد بهوان بلحمر بمحافظة أبها بمنطقة عسير بمبلغ وقدره (11.119) أحد عشر مليوناً ومائة وتسعة عشر الف ريال.

## وصلات خارجية
- فيضان سد بهوان 2013م على يوتيوب
- فيضان سد بهوان 2012 على يوتيوب